# Laure Coutan
Pour les articles homonymes, voir Coutan.

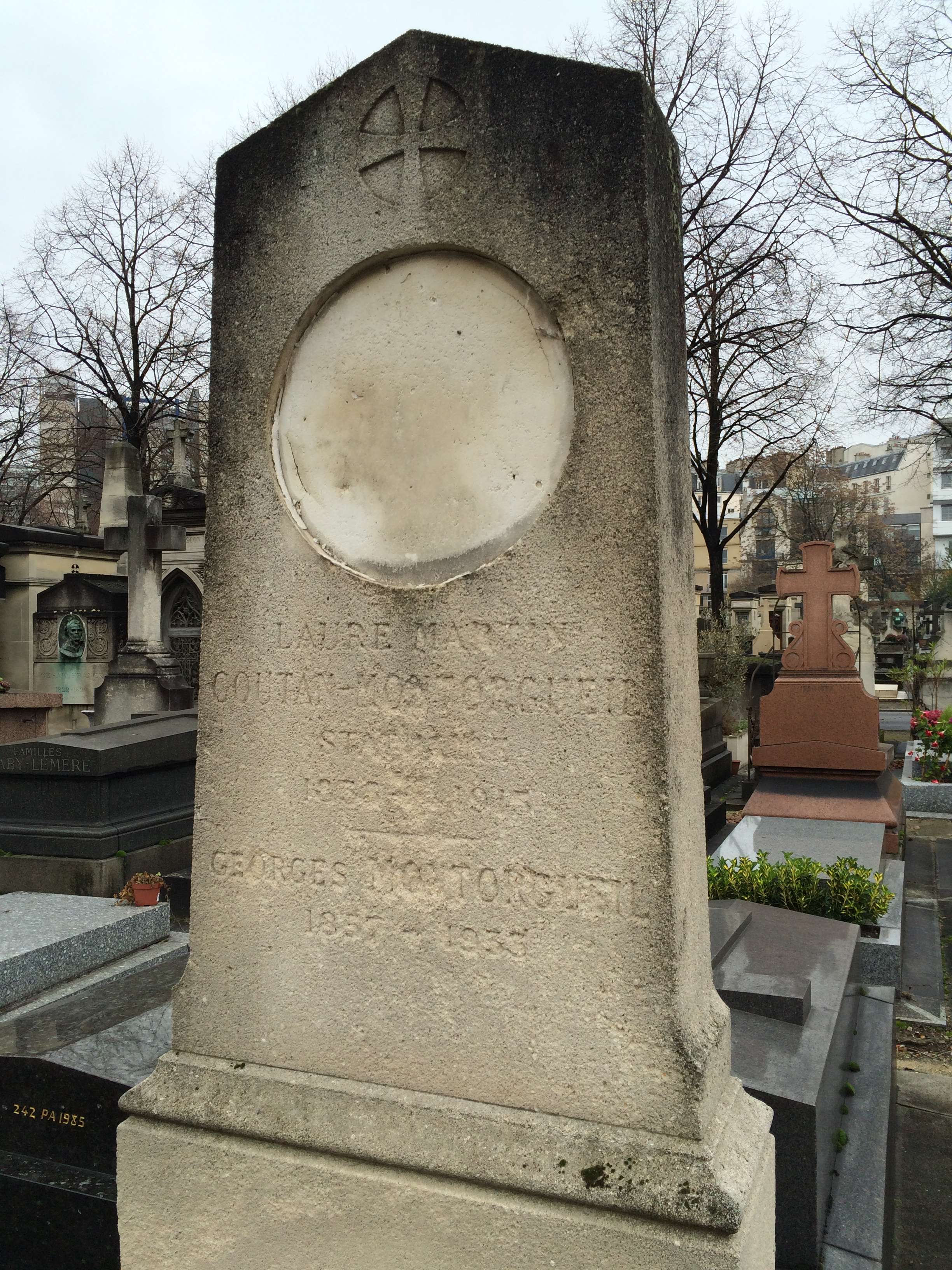
Tombe de Laure Coutan au cimetière du Montparnasse à Paris.

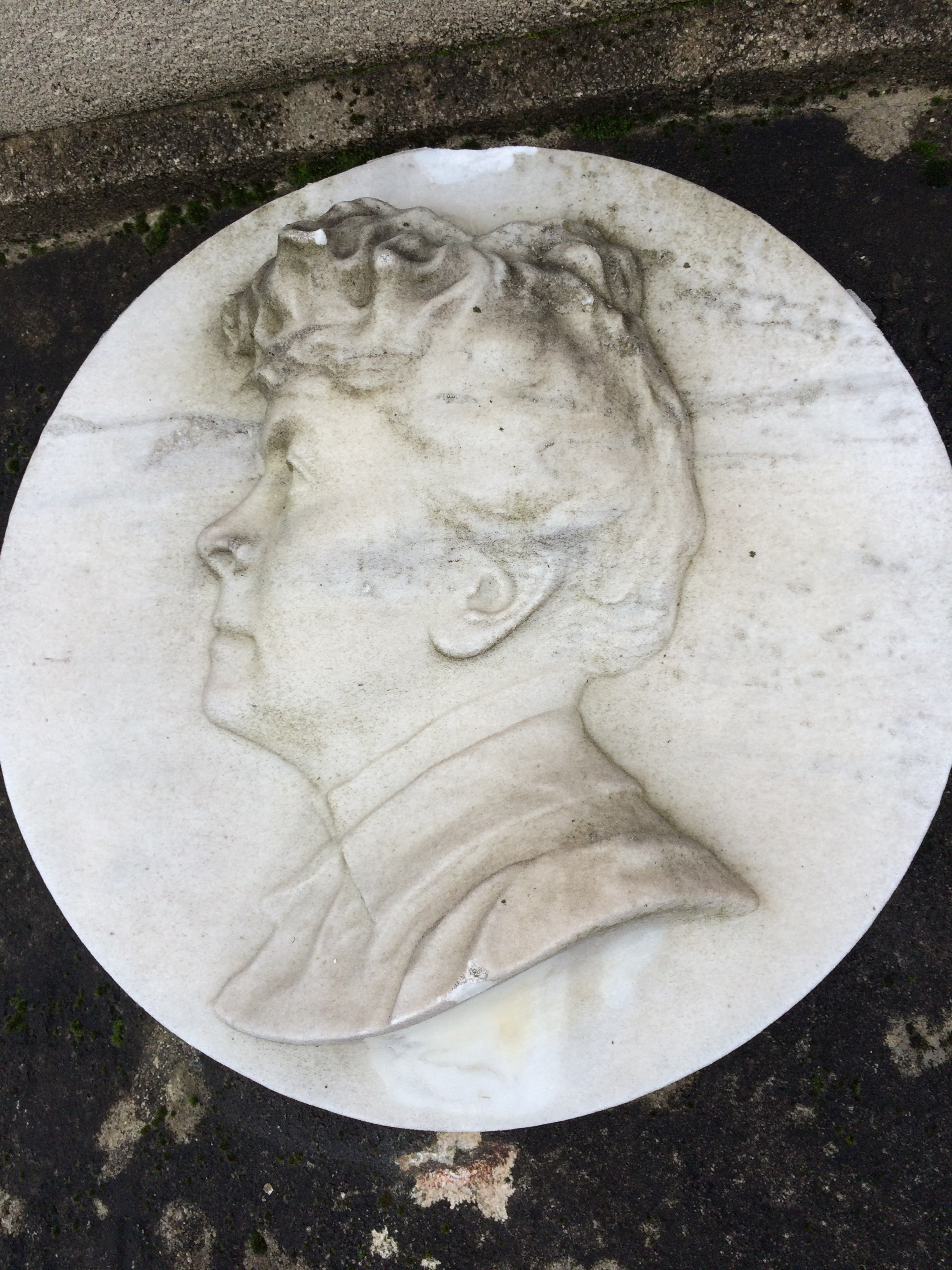
Détail de la tombe (médaillon posé au sol).

Laure Coutan, dite aussi Laure Coutan-Montorgueil, née Laure Martin le 29 octobre 1855 à Dun-le-Roi (Cher) et morte le 14 novembre 1915 à Paris, est une sculptrice française.

## Biographie
Laure Martin nait le 29 octobre 1855, dans une famille de sculpteurs. Son père, Marin Martin est sculpteur sur bois, un oncle est sculpteur de pierre et l’autre, tourneur de bois.
En 1877, sa famille s'installe à Paris. Elle fabrique des sculptures en terre-cuite qu'elle vend, elle ouvre son propre atelier. Elle rencontre des sculpteurs, tel Rodin. Comme Camille Claudel, elle devient l'élève du sculpteur Alfred Boucher.
Le 2 août 1881, elle épouse Georges Coutan, dessinateur qui meurt le 3 août 1890. Elle se remarie, le 25 septembre 1896, avec l'homme de lettres, Octave Lebesgue dit Montorgueil, d'où son nom d'artiste Coutan-Montorgueil. Elle a un enfant né de chaque mariage.
Le 14 novembre 1915, Laure Coutan-Montorgueil meurt chez elle, rue Victor Massé, Paris 9e. Sa tombe se trouve au cimetière du Montparnasse à Paris.

## Œuvre
Son œuvre se caractérise par une manière classique qui s'exprime dans les bustes et les statues allégoriques. 
Elle sculpte des statuettes en terre cuite qui montrent son intérêt pour le thème de l'enfance. Elle crée des statuettes en bronze. Elle taille le marbre pour créer des œuvres importantes qui sont exposées dans l'espace public.
Tout au long de sa carrière, ses talents sont appréciés puisqu'elle reçoit de nombreuses commandes publiques et privées.

### Des statues allégoriques
La Fortune en marbreconservée au château de Choisy-le-Roi qui représente une déesse marine assise sur une roue. Sirius, est un marbre commandé par l'État en 1895 pour le palais de l'Industrie des Champs-Élysées il représente une femme nue, allégorie de l'univers et de la nature. Le musée de la Chartreuse de Douai conserve une statue en plâtre intitulée La Source (1891)  représentant un nu féminin assis sur un rocher.

### Des bustes
Elle est l'auteur de plusieurs bustes dont ceux de l'astronome Le Verrier, du prince Napoléon, du général Boulanger ou de la comtesse de Choiseul.
Son buste en bronze d'André Gill orne la tombe de celui-ci à Paris au cimetière du Père-Lachaise.

## Œuvres
- Choisy-le-Roi, château de Choisy-le-Roi : La Fortune, 1905, marbre[6].
- Douai, musée de la Chartreuse : La Source, 1891, plâtre, exposé au Salon des artistes français de 1891.
- Dun-sur-Auron : La Surprise.
- Lyon : Floréal, 1914[7], dans la roseraie du parc de la Tête d'Or.
- Paris :
  - cimetière du Montparnasse, division 2 : Hégésippe Moreau.
  - cimetière du Père-Lachaise :
    - Camille Constantin Balon, division 36[8] ;
    - André Gill, buste en bronze, division 95[8] ;
    - Marcel Laurent, division 36[8].

  - mairie du 16e arrondissement : Le Moineau de Lesbie, 1911, statue en marbre.
- Tarbes, musée Massey : Jean-Baptiste Guindey, 1785-1813, 1900, buste.

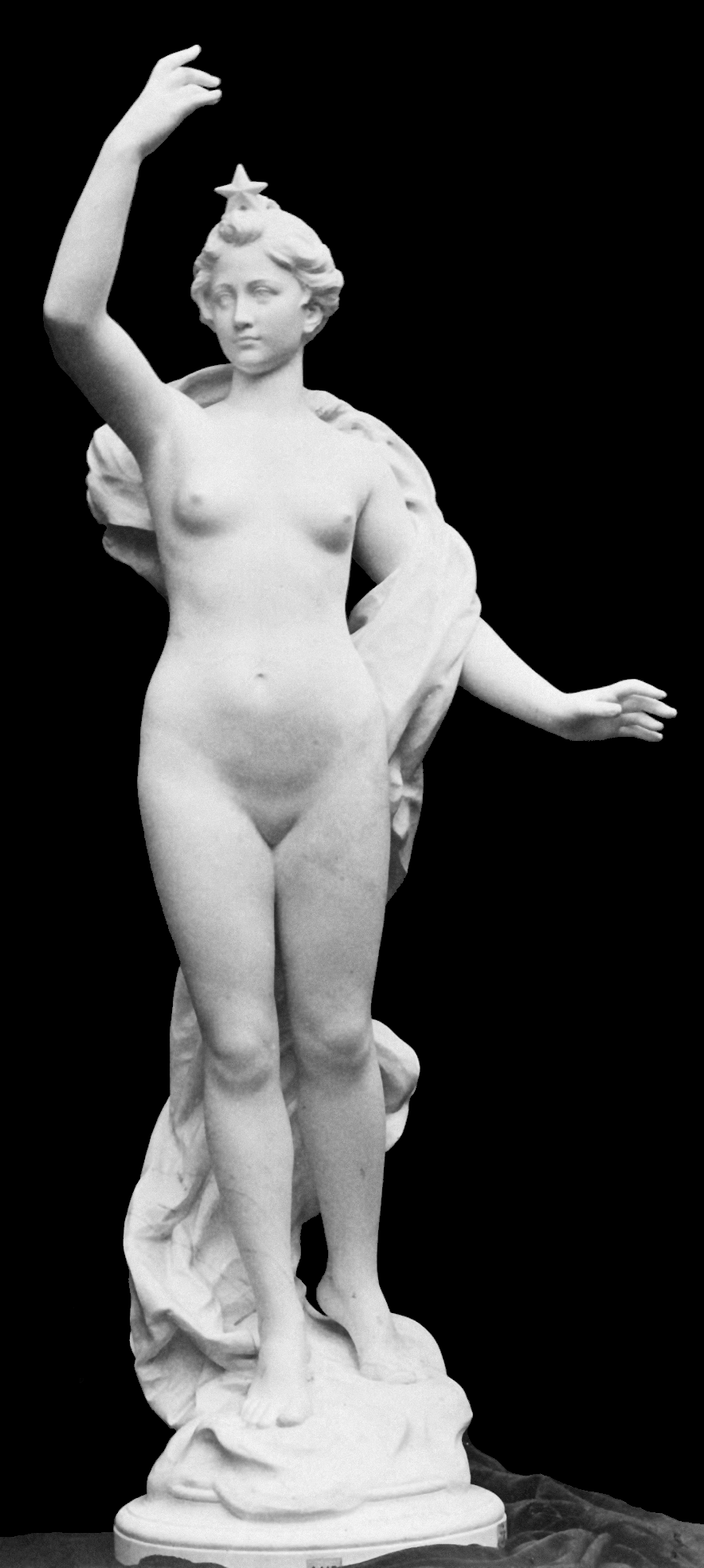
Sirius
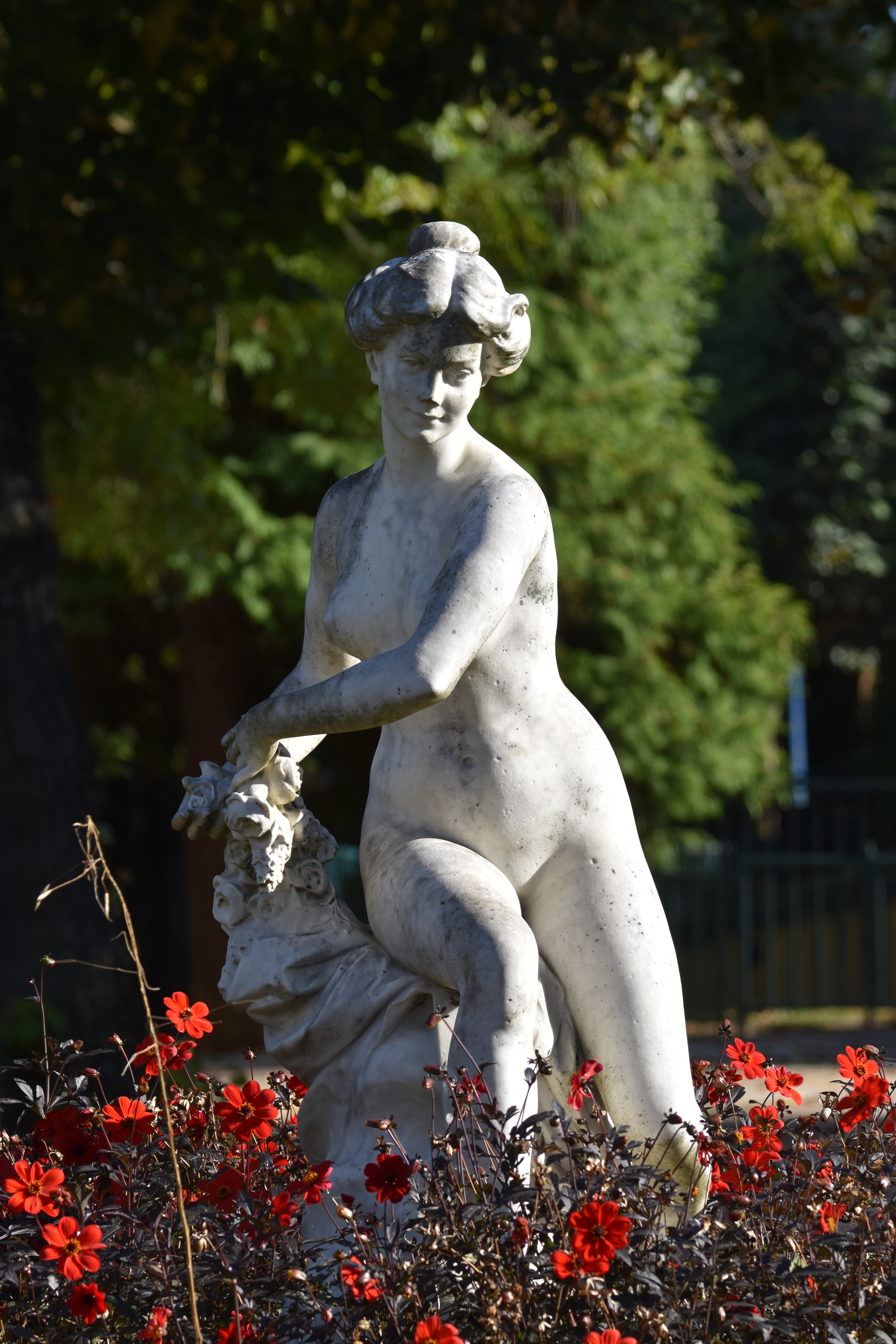
La Fortune
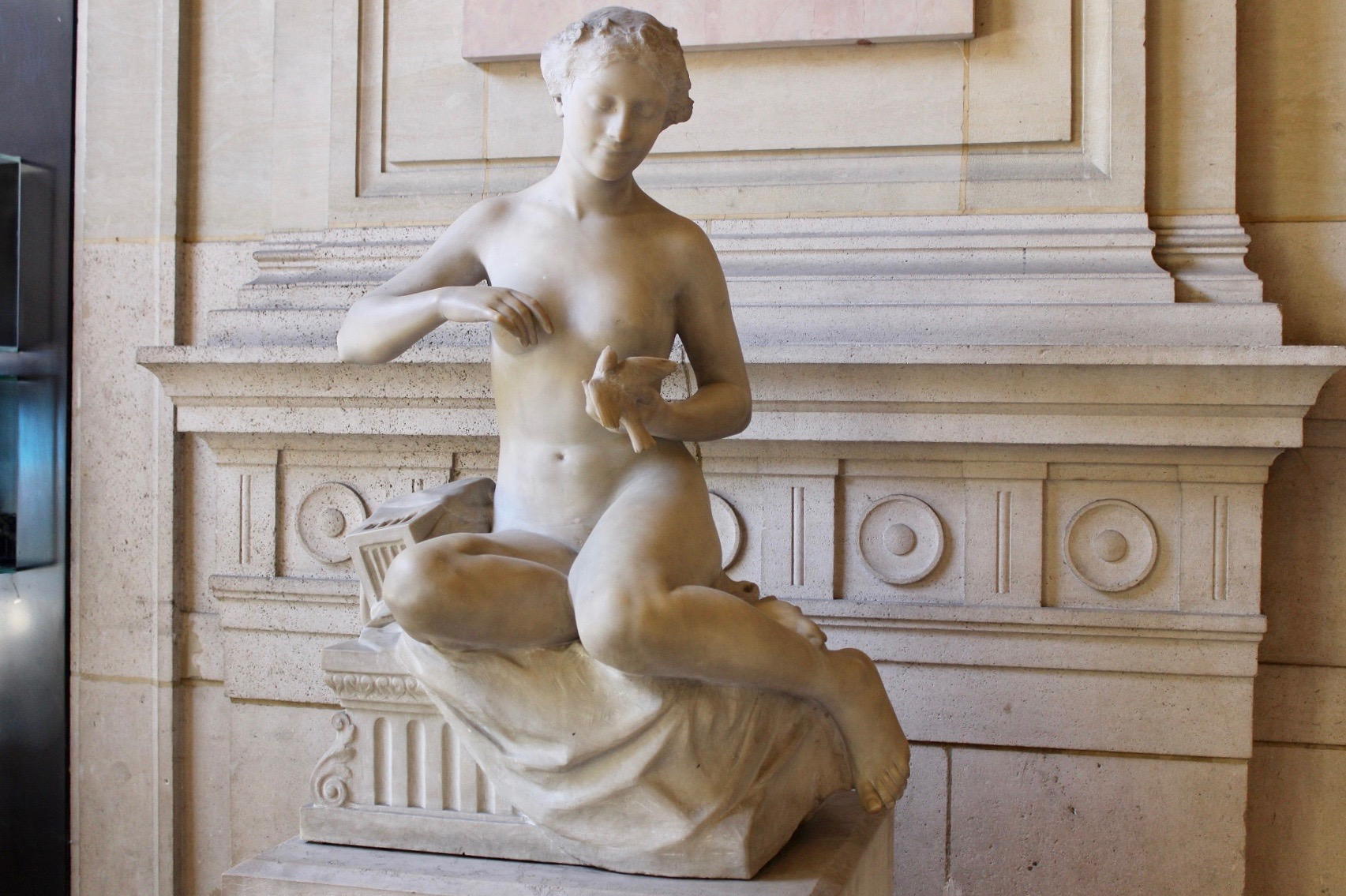
Le Moineau de Lesbie
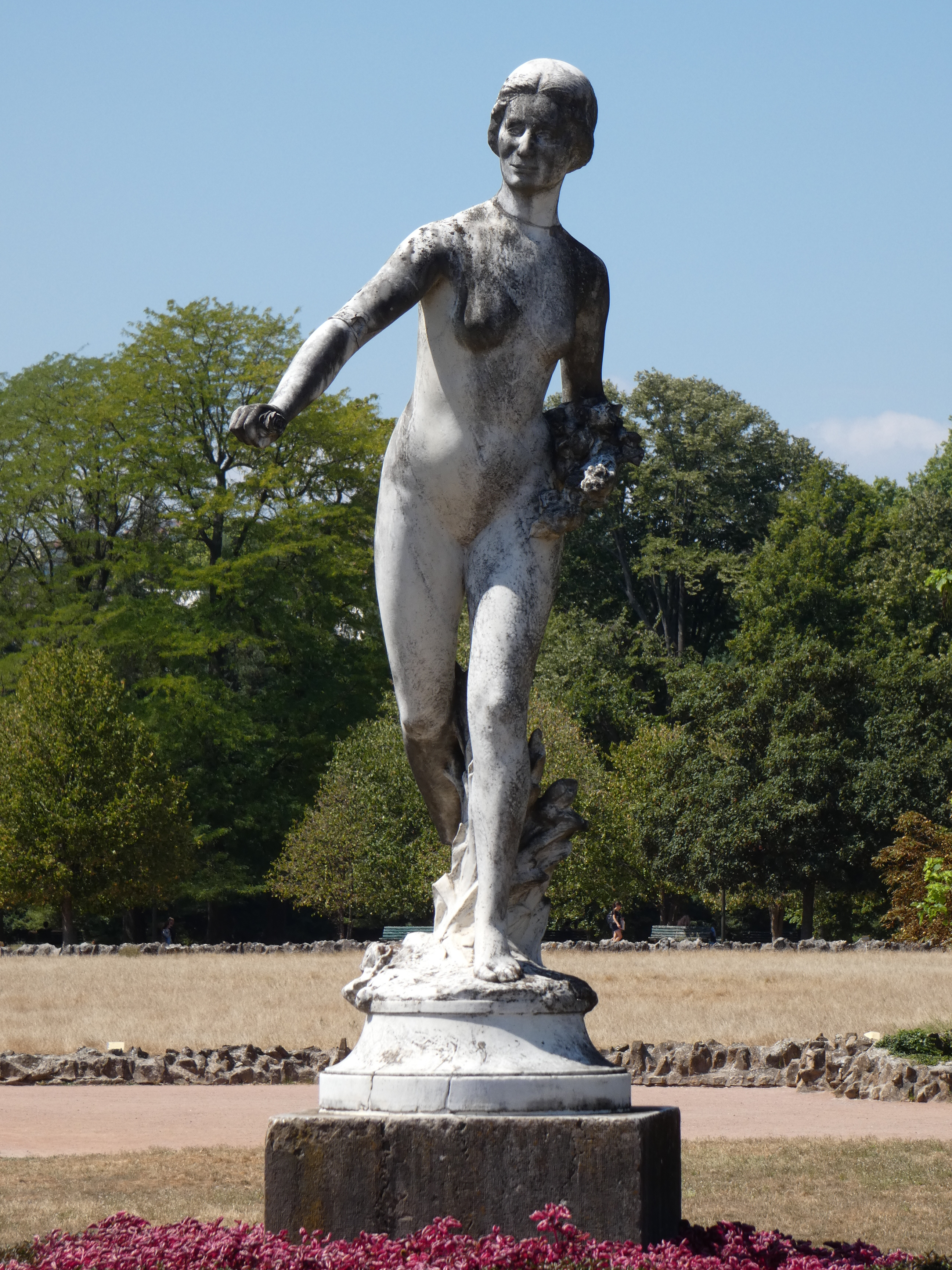
Floréal

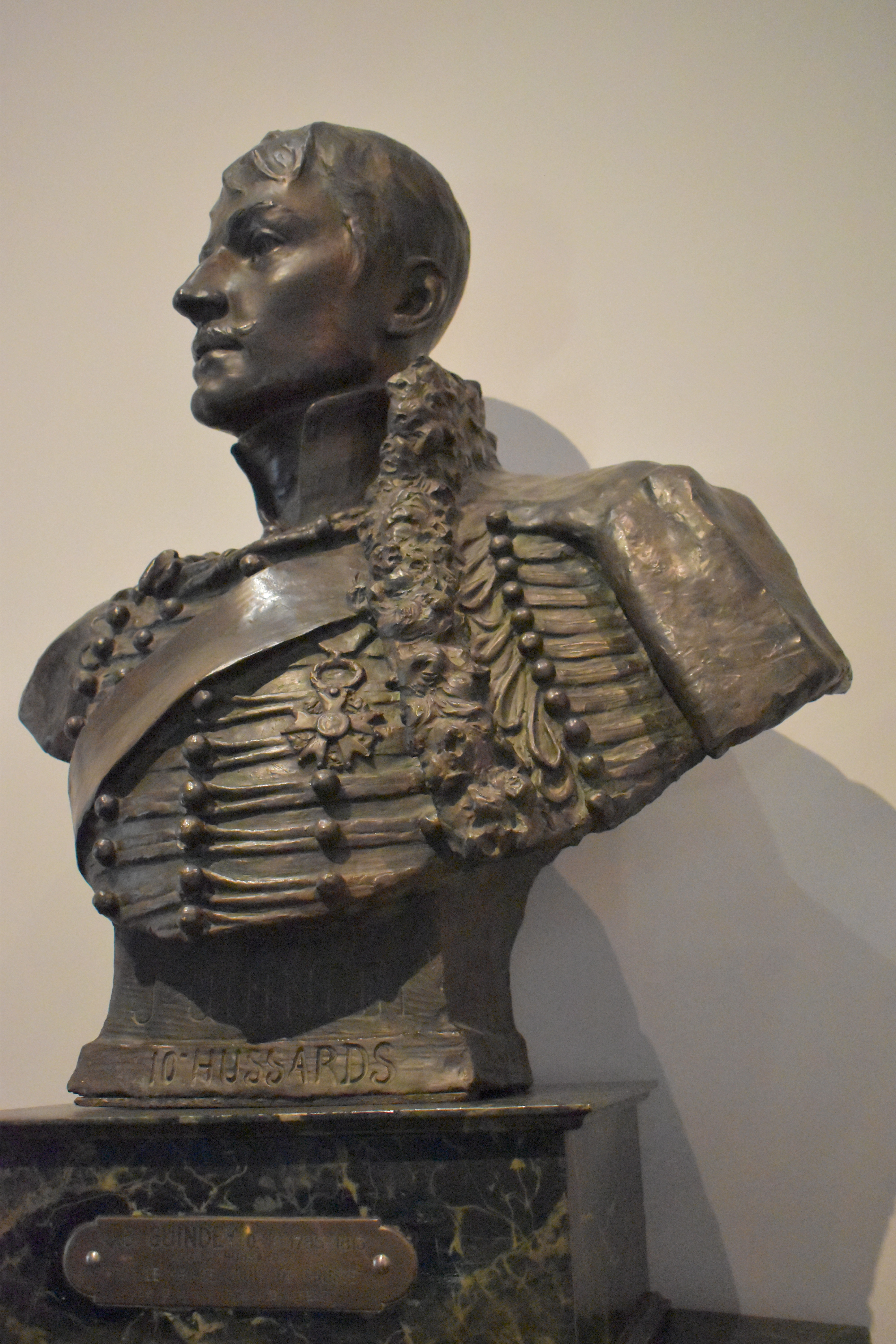
Jean-Baptiste Guindey
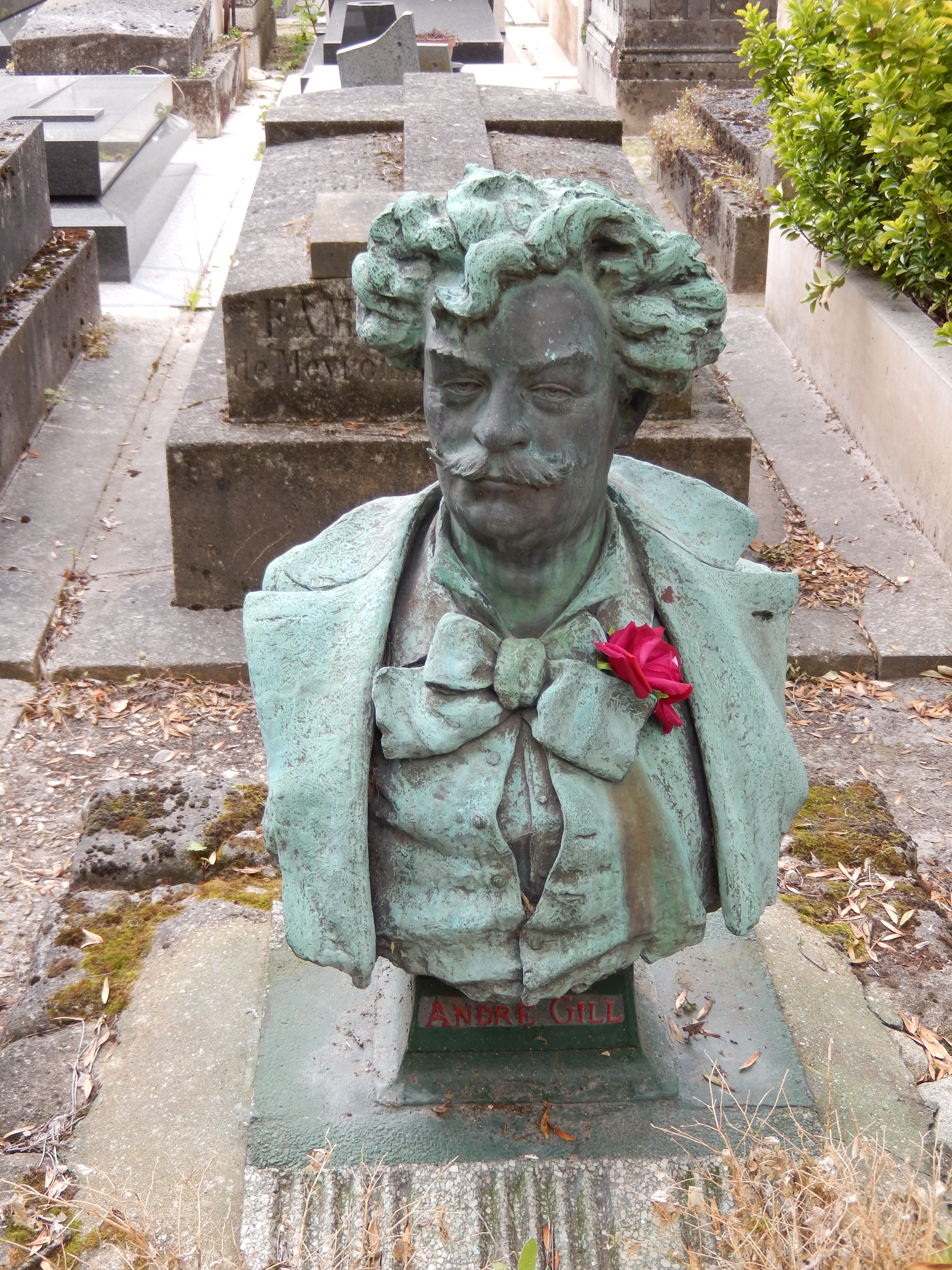
André Gill
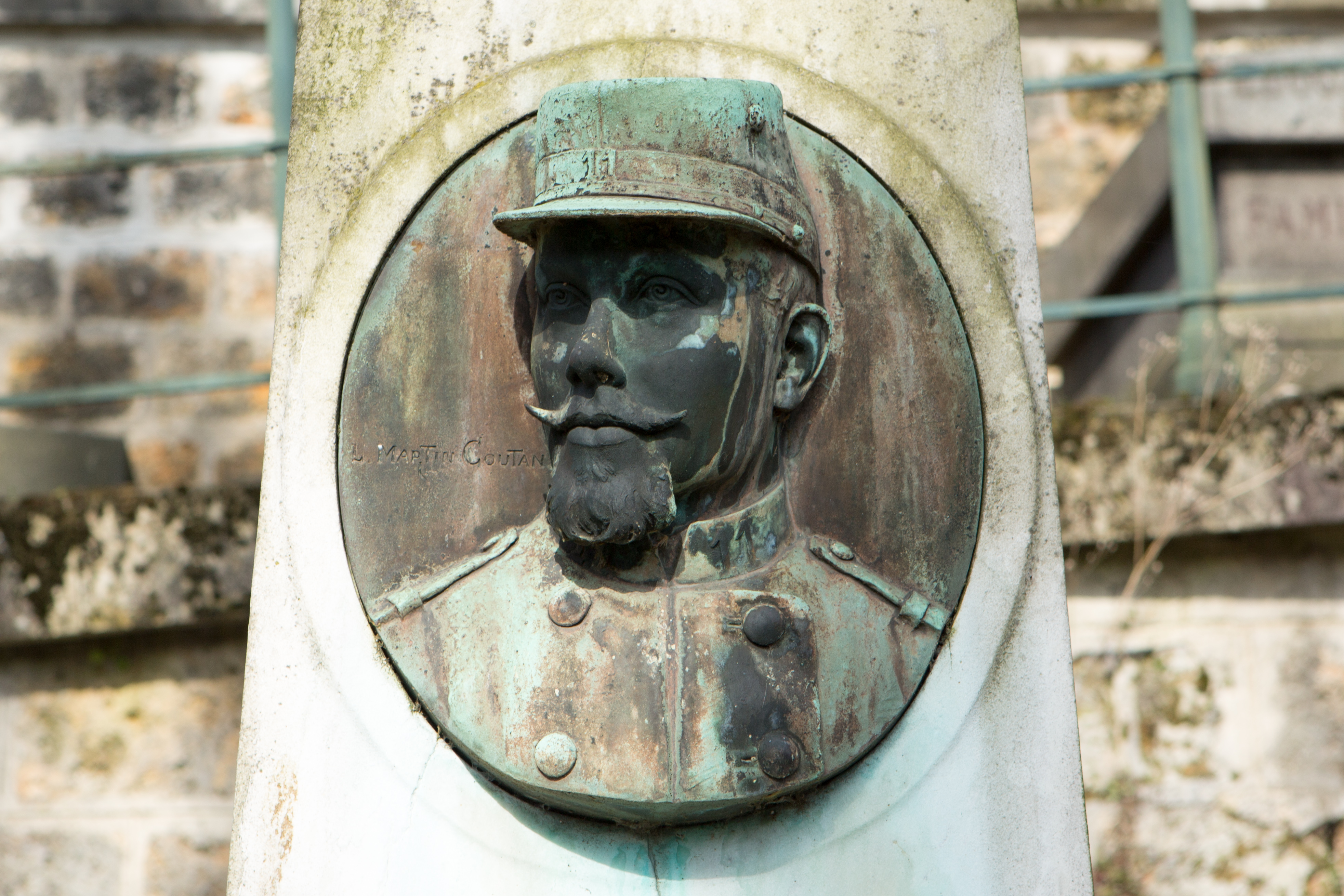
Camille Constantin Balon

## Expositions
- En 1891, au Salon des artistes français, elle présente La Source.
- Laure Coutan participe à l'Exposition universelle de 1893 à Chicago, avec Camille Claudel, Marie Cazin. Parmi les œuvres de la délégation de femmes françaises artistes regroupées dans le Woman's Building, elle présente sa sculpture intitulée Le Printemps [2].

- A l’occasion de l’Exposition internationale urbaine de Lyon de 1914, l'état lui commande Floréal . Cette statue est d’abord exposée au Salon des artistes français où elle remporte une mention honorable. Elle est ensuite installée au Parc de la Tête d'Or à Lyon[9].

## Élèves
- Jeanne Royannez

## Hommage
- Une rue porte le nom de Laure Coutan-Montorgueil, dans son village natal, Dun-sur-Auron.

### Articles
- « L'Écho d'Alger : journal républicain du matin », sur Gallica, 27 novembre 1915 (consulté le 21 février 2025)

- « Photographes en Rhône-Alpes::[Statue "Floréal" au Parc de la Tête-d'Or] », sur numelyo.bm-lyon.fr (consulté le 21 février 2025)

- « Floréal », sur Sauvegarde de l’Art Français (consulté le 21 février 2025)